# Bảo tàng Dương vật Iceland
Bảo tàng Dương vật Iceland (tiếng Iceland: Hið Íslenzka Reðasafn), nằm ở Reykjavík, Iceland, sở hữu bộ sưu tập lớn nhất thế giới các dương vật và các bộ phận dương vật. Bộ sưu tập 280 mẫu vật từ 93 loài động vật bao gồm 55 dương vật lấy từ cá voi, 36 từ hải cẩu và 118 từ động vật có vú đất, được cho là có cả của Huldufólk (yêu tinh Iceland) và Troll. Vào tháng 7 năm 2011 bảo tàng lấy dương vật của con người đầu tiên của nó, một trong bốn người hứa sẽ hiến dương vật của mình cho bảo tàng này. Các dương vật người đã không được trưng bày nguyên vẹn mà được thu lại thành một khối nhăn màu xám nâu được ngâm trong một cái lọ formalin. Viện bảo tàng tiếp tục tìm kiếm "một dương vật trẻ hơn, lớn hơn và tốt hơn".
Được thành lập vào năm 1997 bởi nhà giáo đã nghỉ hưu Sigurdur Hjartarson và nay thuộc quản lý bởi con trai ông Hjörtur Gísli Sigurdsson, bảo tàng này đã được nuôi ý tưởng xuất phát từ mối quan tâm đến dương vật bắt đầu trong thời thơ ấu của Sigurdur khi ông đã được tặng một cây roi súc vật làm từ dương vật của một con bò. Ông lấy nội tạng của động vật Iceland từ các nguồn khác nhau, các đầu chóp của dương vật một con cá voi xanh dài 170 cm đến baculum dài 2 mm của một con chuột, mà chỉ có thể thấy được nhờ một kính lúp. Bảo tàng tuyên bố rằng bộ sưu tập của nó bao gồm dương vật của thần tiên và quỷ khổng lồ, mặc dù, như dân gian Iceland miêu tả sinh vật như là không thấy được, họ có thể không được nhìn thấy. Bộ sưu tập còn nổi bật với nghệ thuật và hàng thủ công dương vật như chao đèn làm từ hạ bộ của con bò đực.
Bảo tàng đã trở thành một điểm thu hút du lịch nổi tiếng với hàng ngàn du khách mỗi năm và đã nhận được sự chú ý của truyền thông quốc tế, trong đó có một bộ phim tài liệu Canada tên là The Final Member, trong đó bao gồm quá trình tìm kiếm một dương vật của con người của bảo tàng này. Theo tuyên bố sứ mệnh của mình, bảo tàng nhằm mục đích để cho phép "các cá nhân để thực hiện các nghiên cứu nghiêm trọng vào các lĩnh vực dương vật học theo một cách có tổ chức, khoa học."